# El Torno, Spanien
El Torno är en ort i Spanien.   Den ligger i provinsen Provincia de Cáceres och regionen Extremadura, i den centrala delen av landet, 190 km väster om huvudstaden Madrid. El Torno ligger 771 meter över havet och antalet invånare är 936.
Terrängen runt El Torno är bergig norrut, men söderut är den kuperad. Runt El Torno är det ganska glesbefolkat, med 23 invånare per kvadratkilometer. Närmaste större samhälle är Plasencia, 16,9 km sydväst om El Torno. 